# Приятель покойника
«Приятель покойника» (укр. Приятель небіжчика) — украинско-французский художественный фильм, криминальная драма 1997 года режиссёра Вячеслава Криштофовича. Экранизация повести Андрея Куркова «Милый друг, товарищ покойника».

## Сюжет
1990-е годы, Киев. Период дикого капитализма. Главный герой фильма Анатолий, которого преследует череда неудач, не может приспособиться к условиям новой жизни. В результате стечения обстоятельств и необдуманного поступка он становится причиной смерти киллера, у которого остался сын-малыш, о котором некому позаботиться.

## В ролях
- Александр Лазарев (младший) — Анатолий
- Татьяна Кривицкая — Лена-Вика
- Евгений Пашин — Дима, продавец
- Анжелика Неволина — Катя, жена Анатолия
- Елена Корикова — Марина
- Анатолий Матешко — Борис, бизнесмен, который хотел развестись с женой
- Константин Костышин — Костя, киллер
- Валентина Ильяшенко — барменша
- Алексей Гончаренко — бармен
- Алексей Богданович — друг Кати
- Ростислав Янковский — Игорь Львович, человек, которого «заказали»
- Сергей Романюк — Иван, человек, выполняющий опасную работу
- Антон Мухарский — клиент в магазине Димы

## Награды
- 1997 — Приз за актёрский дебют (Т. Кривицкая) МКФ «Балтийская жемчужина-97» (Рига)
- 1997 — Номинация на приз Европейской киноакадемии «Феликс» за 1997 год в категории «Лучший сценарист» (А. Курков)
- 1997 — МКФ «Лістапад» в Минске (Спец. приз и диплом «За гармоничное единство и художественную целостность фильма»)
- 1998 — Премия «Золотой Овен» (Лучшему режиссёру)
- 1998 — Номинации на премию «Золотой Овен-98» в категориях: «лучший актёр» (А. Лазарев-мл.), «лучший оператор» (В. Калюта)
- 1998 — претендент от Украины на кинопремию «Оскар»